# جان دینهام، نخستین بارون دینهام
جان دینهام، نخستین بارون دینهام (انگلیسی: John Dynham, 1st Baron Dynham؛ c. 1433 – 2۸ ژانویه ۱۵۰۱) سیاستمدار، و قاضی اهل پادشاهی انگلستان بود.